# Cizeta
Cizeta Automobili SRL fue un fabricante de automóviles establecido en Módena, Italia. La empresa fue fundada en 1988 por Claudio Zampolli, un distribuidor italiano de Ferrari; y el famoso productor musical italiano Giorgio Moroder.
Moroder se involucró en el proyecto cuando llevó su Lamborghini Countach para que le dieran mantenimiento en el taller de Zampolli.
La empresa realizó un único producto: el Cizeta Moroder V16T, un superdeportivo de dos puertas biplaza equipado con un motor V16 técnicamente avanzado, compuesto de dos motores V8 que comparten el mismo bloque. Estilizado por Marcello Gandini, fue sorprendentemente similar a la primera propuesta de diseño del Lamborghini Diablo que Gandini había hecho a Lamborghini, aunque lo alteró de forma significativa.
Así, este motor V16 de 5995 cm³ (6 L; 365,8 plg³) tenía cuatro válvulas por cilindro (64 en total), con una potencia máxima de 540 HP (547 CV; 403 kW) a las 8000 rpm y un par motor de 400 lb·pie (542 N·m) a las 6000 rpm. Estaba acoplado a una transmisión manual de cinco velocidades ubicada en posición transversal (en "T"), con respecto al motor.
Entonces Gandini le dio el diseño original del Lamborghini Diablo a Cizeta. El prototipo fue el único en llevar el logotipo "Cizeta-Moroder", ya que Giorgio Moroder se retiró del proyecto en 1990. El prototipo siguió siendo de Claudio Zampolli desde ese día.
Después de eso ya no se llamó "Cizeta-Moroder", sino simplemente "Cizeta V16T". Apenas ocho unidades fueron producidas antes del cierre de la empresa en 1994. Posteriormente, dos más fueron producidos: un cupé en 1999 y un roadster en 2003. Zampolli se trasladó a los Estados Unidos después de la bancarrota de la empresa en Italia y fundó una nueva empresa en California a la que llamó Cizeta USA Automobile. Actualmente ofrece coches exóticos.[cita requerida]